# Woodford (Northamptonshire)
Woodford – wieś w Anglii, w hrabstwie Northamptonshire, w dystrykcie (unitary authority) North Northamptonshire. Leży 27 km na północny wschód od miasta Northampton i 102 km na północ od Londynu. Miejscowość liczy 1290 mieszkańców.